# Heetch
Vous pouvez aider à l'améliorer ou bien discuter des problèmes sur sa page de discussion.
- Il ne s’appuie pas, ou pas assez, sur des sources secondaires ou tertiaires. (Marqué depuis janvier 2016)
- Il n’est pas rédigé dans un style encyclopédique. (Marqué depuis janvier 2016)

- Archive Wikiwix
- Bing
- Cairn
- DuckDuckGo
- E. Universalis
- Gallica
- Google
- G. Books
- G. News
- G. Scholar
- Persée
- Qwant
- (zh) Baidu
- (ru) Yandex
- (wd) trouver des œuvres sur Wikidata

Heetch (/hitʃ/) est une entreprise française de VTC. Anciennement, l'application mobile portait sur du covoiturage de nuit mais une condamnation en mars 2017 l'a fait changer de modèle. Le nom de l’application est dérivé du terme anglais hitch-hiking, signifiant « auto-stop ».

## Historique
Heetch est une start-up française fondée en avril 2013 par Teddy Pellerin et Mathieu Jacob. Le cofondateur Teddy Pellerin constate un renouveau de la nuit parisienne et l’ouverture de plusieurs lieux de vie nocturnes en banlieue parisienne. L’application est développée pendant l’essor de l’économie de partage.
À l'origine, Heetch souhaite rendre la nuit plus accessible et n'étant utilisable qu’entre 20 h et 6 h du jeudi au samedi, elle s’adresse surtout aux jeunes qui rentrent de soirée. 80 % des utilisateurs sont des jeunes de moins de 25 ans et deux tiers des trajets se font en banlieue. L'application est dans un premier temps utilisable dans les villes françaises de Paris, Lyon et Lille. Organisant un système de covoiturage, elle met en relation les particuliers avec les conducteurs non professionnels.
Heetch s'est construit en s'inspirant de la piraterie telle que les entrepreneurs se l'imaginent. Lors de son lancement en 2013, les tensions sont fortes sur son marché entre taxis, dans la légalité, et les VTC, aux frontières de l'illégalité. Mais le conflit se focalise sur Uber, une autre société proposant des services VTC par internet, laissant Heetch plus ou moins tranquille. Teddy Pellerin l'a exprimé de façon un peu simplifiée : « Quand ça a un petit peu pété (...), c’est plutôt Uber qui a mené la danse. » Toutefois les pressions institutionnelles pour préserver les taxis s'intensifient, menaçant d'interdire certaines pratiques d'Uber, et les manifestations des taxis se renforcent, faisant peser un danger de plus en plus grand sur Heetch. Heetch, alors, se concentre sur l'amélioration de ses services pour satisfaire ses utilisateurs, gagnant ainsi une légitimité au moins auprès d'eux. La société se présente comme une actrice de l'économie de partage, qui favoriserait auprès des citoyens, des citoyennes, une consommation intelligente. Elle devient légitime dans le monde des nuits festives. Son chiffre d'affaires grandit, gagnant ainsi une légitimité auprès des investisseurs également, et lui permettant deux levées de fond de 1,5 million d'euros en 2014 et 2015. Mais cette situation prend fin en 2015. -.
À partir de juin 2015, les taxis parisiens manifestent violemment, toujours contre Uber, mais aussi explicitement contre Heetch : ils bloquent la circulation, abiment des véhicules, agressent leurs occupants, occupantes. Le préfet de Paris prend alors des mesures d'interdiction des applications de « de type UberPop », précisant par voie de presse que cela vise et contraint aussi les services de Heetch, et Djump, une autre organisation de ce type. Si Uber et Djump se conforment à la décision préfectorale, Heetch refuse de fermer son application. Le directeur des Taxis Bleus de Paris se dit « interloqué que l’on laisse des jeunes rentrer de boîtes de nuit avec des chauffeurs sortis de nulle part », et les acteurs du VTC, qui dans leur majorité respectent la décision préfectorale, hurlent contre la décision de Heetch, et l'organisation perd ainsi toute reconnaissance. Les médias parlent de Heetch en tonalités négatives. Ses fondateurs reçoivent des insultes personnelles. Heetch organise alors une contre-offensive médiatique, attaquant par voie de presse les Taxis G7, « assis sur des lingots d'or » (référence de pirate), comme le prétend la responsable de la communication de Heetch. Heetch veut « faire entendre la voix des jeunes », et affirme son utilité publique. Elle intervient massivement sur les réseaux sociaux, regagne une légitimité pragmatique, et enregistre 300 000 utilisateurs en mai 2016. Elle envisage un futur procès comme une opportunité pour défendre leur cause. -.
À la suite de son interdiction en mars 2017, le service se relance, mais cette fois-ci uniquement avec des chauffeurs professionnels, et disponibles 24h/24. Le tribunal les avait condamné, décidant que la start-up avait contribué « à la précarisation et au développement d’un sentiment d’angoisse des taxis », que ses dirigeants s'étaient « délibérément affranchis des principes légaux au nom de la création d’une nouvelle économie », mais admettant le « caractère hors cadre de leur entreprise ».
À partir de là, la société oscille entre conformisme et activisme, cultivant une identité pirate - selon les modèles parisiens - mais en restant dans la légalité et le compromis. Elle déploie des techniques d'influence, mène des campagnes pour discréditer ses concurrentes. Elle deviendra la première entreprise à mission des VTC, déclarant avoir pour objectif « de transformer, à l’échelle, des solutions technologiques en solutions humaines, pour créer un marché flexible, offrant une mobilité accessible à tous dans le respect des chauffeurs et de l’intérêt commun ». Le gouvernement la sélectionnera pour participer aux programmes FT120 et Next40, club des entreprises françaises les plus prometteuses. La présence dans les médias devient à tonalité positive ; ses utilisatrices, ses levées de fond augmentent. Ses entrepreneurs remettent toujours en question les conventions générales, mais, dit Teddy Pellerin, avec un « côté un peu original, décalé et atypique, qui casse un peu les lignes, voire un peu rebelle ». Une rébellion toute tiède. Heetch n'est plus une organisation pirate. -.
Le 26 janvier 2018, Heetch annonce une levée de fonds de 16,5 millions d’euros auprès de ses fonds actionnaires actuels, les français Alven et Via ID, mais également auprès du fonds britannique Felix, des français Idinvest et InnovAllianz, le fonds stratégique d’Allianz France.
En 2019, le service Heetch est dorénavant disponible dans 9 villes de France (Paris, Lille, Lyon, Marseille, Toulouse, Strasbourg, Nantes, Bordeaux et Nice) mais également en Belgique (Bruxelles) et au Maroc (Casablanca et Marrakech). En avril, Heetch annonce son ouverture en Côte d’Ivoire avec l’intention de s’étendre rapidement dans d’autres pays d’Afrique.
En septembre 2019, Heetch se lance en Algérie.

Depuis 2023, Heetch est basé en Espagne, à Barcelone

## Implantation

### Europe
- Belgique

Bruxelles, Anvers, Gand
et Louvain
- France

Paris, Lille, Lyon, Nice, Bordeaux, Nantes,
Toulouse, Strasbourg et Marseille.

### Afrique
- Angola

Luanda
- Algérie

Alger, Oran, Mostaganem, Annaba, Constantine, Sétif...etc
- Côte d'Ivoire

Abidian
- Maroc

Casablanca, Rabat et Marrakech
- Sénégal

Dakar .

## Polémiques

### France
En 2015, la société Heetch a dû faire face à plusieurs scandales notamment dans un duel avec une société de voitures de transport avec chauffeur (VTC).
En 2014, Ludovic Moulonguet, gérant de la société de VTC Redcleef Garden, assigne la jeune startup en justice en référé. Il estime alors que l’entreprise organisait « un réseau de transport illicite » et qu’elle constitue une « concurrence déloyale » pour les conducteurs professionnels (impôts, cotisations sociales, assurance pro, formations…).
Il réclame alors la cessation immédiate de l’activité de Heetch et demande une astreinte de 50 000 euros par jour de retard. Le tribunal jugera par la suite l’assignation recevable, mais a estimé que, faute d’avoir fourni de la part du plaignant suffisamment d’éléments sur l’activité réelle de la société comme le nombre de véhicules qu’elle exploite ou sa zone d’activités, n’a pas « démontré l’existence d’un trouble qui l’affecte personnellement ».
En 2016, Heetch est poursuivi pour « complicité d'exercice illégal de la profession de taxi ». Le 2 mars 2017, Heetch et ses dirigeants sont condamnés pour « complicité d’exercice illégal de la profession de taxi, pratique commerciale trompeuse et organisation illégale d’un système de mise en relation de clients avec des chauffeurs non professionnels » et devront verser 441 000 euros en réparation du préjudice moral causé aux chauffeurs de taxis, en plus de 200 000 euros d'amende (dont 150 000 euros avec sursis), 91 000 euros de frais de justice et 10 000 euros d'amende pour chacun des deux dirigeants. Ses dirigeants prennent alors la décision de suspendre le service dans sa forme originelle en France.
De son côté, l'avocat spécialiste du numérique et des libertés publiques Jean-Baptiste Soufron estime que ce procès démontre surtout le manque de préparation des pouvoirs publics, et l'impasse du modèle entrepreneurial de la Silicon Valley. 
Moins de deux semaines après cette suspension,, un nouveau service de transport est réintroduit sur le marché, en se constituant cette fois autour de chauffeurs professionnels.

### Côte d'Ivoire
Courant avril 2019, le service Heetch décide de lancer une activité de moto-taxi à Abidjan, précisément au Plateau, à Yopougon et à Cocody, ce alors que cette activité est interdite dans la capitale économique ivoirienne. Le vendredi 3 mai, le ministre des transports Amadou Koné fait un rappel à la loi et invite à l'arrêt immédiat de ces activités sous peine de sanctions. Des mises en fourrières ont débuté le mardi 30 avril. 
Malgré ce rappel à la loi, le directeur général de Heetch Africa M. Pedersen affirme dans la presse que la société Heetch n’entend pas cesser ses activités de moto-taxi dans les communes d’Abidjan. Le gouvernement réagit immédiatement dans un communiqué le 31 mai 2019 : « En dépit de l'interdiction, il nous a été donné de constater depuis quelques jours que la société Heetch Côte d’Ivoire a lancé une phase expérimentale de location de motos taxis avec chauffeurs à Abidjan, en violation du communiqué du 2 mai 2019 » (M. Diawara, le Chef de service Communication et Relations publiques au ministère).
La société Heetch explique que les liens entre les pays francophones d'Europe et d'Afrique justifient le développement de l'application dans ces pays, où le marché du VTC est encore très peu développé. À Abidjan, la société affirme recaler 95% des chauffeurs de moto qui se présentent pour adhérer au réseau Heetch.